# 波德布雷茲耶
46°17′28.21″N 14°16′58.96″E / 46.2911694°N 14.2830444°E
波德布雷茲耶，是斯洛文尼亞的村落，位於該國西北部上卡尼奧拉地區，處於薩瓦河左岸，海拔高度404米，面積7.1平方公里，2017年人口767，人口密度每平方公里110人。